# Аррою-Гранди
Аррою-Гранди (порт. Arroio Grande) — муниципалитет в Бразилии, входит в штат Риу-Гранди-ду-Сул. Составная часть мезорегиона Юго-восток штата Риу-Гранди-ду-Сул. Входит в экономико-статистический микрорегион Жагуаран. Население составляет 18 358 человек на 2007 год. Занимает площадь 2 518,480км². Плотность населения — 7,9 чел./км².
Праздник города — 24 марта.

## История
Город основан 14 декабря 1815 года.

## Статистика
| - Валовой внутренний продукт на 2003 составляет 214.072.899,00 реалов (данные: Бразильский институт географии и статистики). - Валовой внутренний продукт на душу населения на 2003 составляет 10.948,34 реалов (данные: Бразильский институт географии и статистики). - Индекс развития человеческого потенциала на 2000 составляет 0,758 (данные: Программа развития ООН). Климат местности: субтропический. В соответствии с классификацией Кёппена, климат относится к категории Cfa. |